# Charlie Davies
Charles Desmond Davies, detto Charlie (Manchester, 25 giugno 1986), è un ex calciatore statunitense, di ruolo attaccante.

## Biografia
Il 13 ottobre 2009 un'auto con a bordo l'attaccante statunitense perde il controllo e si schianta contro una barriera di metallo nei pressi di Washington. Nell'impatto perde la vita una ragazza a bordo della stessa auto mentre Davies viene portato, insieme ad un altro passeggero, al Washington Hospital Center dove viene operato d'urgenza. Secondo i medici le lesioni subite (rottura della vescica e diverse fratture a gambe e braccia) dall'attaccante statunitense lo costringeranno ad uno stop di almeno 12 mesi.
Nel 2016 gli viene diagnosticato un liposarcoma.

## Carriera

### Club
In giovane età viene incoraggiato a giocare a calcio dal padre, nativo del Gambia. Dopo aver studiato alla Brooks School frequenta il Boston College, restandovi dal 2004 al 2007 e cimentandosi sia nel calcio che nella lotta. Al suo secondo anno subisce un grave infortunio al ginocchio nella prima partita della stagione. Nel 2006 gioca anche nove partite nei Westchester Flames. Terminati gli studi al college, decise di diventare un calciatore professionista.
Scelse tuttavia di approdare in Europa, rifiutando la possibilità di essere ingaggiato da un team della Major League Soccer. Tenta un provino con l'Ajax, senza esiti positivi. Nel dicembre 2006 firma così un contratto con gli svedesi dell'Hammarby: seppur venga schierato titolare nelle prime partite, il primo anno lo passa alternandosi tra campo e panchina. Il 24 giugno 2007, Davies segna il suo primo gol ufficiale con la maglia biancoverde, nel match valido la Coppa Intertoto 2007 contro il KÍ Klaksvík, formazione delle Fær Øer. Nell'ultima partita della stagione segna una tripletta contro il GAIS. Diventato nel frattempo titolare inamovibile, chiude il campionato 2008 realizzando 14 gol in 27 partite, facendosi notare anche da diverse squadre estere stando alle voci di mercato. Davies comincia tra le file dell'Hammarby anche la stagione 2009, iniziando con quattro reti nei primi nove incontri: una gomitata al difensore dell'Örebro Michael Almebäck gli costa però cinque giornate di squalifica. Nel frattempo il campionato si ferma per consentire la disputa degli Europei Under-21, tenuti in Svezia. Nel luglio 2009 l'attaccante americano si trasferisce ai francesi del Sochaux firmando un contratto quadriennale. Dopo sole 6 partite, è costretto ad un lungo stop a causa di un incidente stradale. A fine aprile 2010, dopo una lunga riabilitazione, riprende ad allenarsi con la squadra francese. Dopo alcune apparizioni in amichevoli, l'allenatore della squadra francese, Francis Gillot, ha dichiarato che Davies non è ai livelli di quando arrivò al Sochaux. Nel febbraio 2011 viene ceduto in prestito annuale al D.C. United.
Il 3 agosto 2016 passa ai Philadelphia Union con i quali rimane fino alla fine della stagione 2017, non venendogli rinnovato il contratto.
Il 2 marzo 2018 annuncia il proprio ritiro dal calcio giocato.

### Nazionale
Dal 2004 al 2005 Davies ha collezionato dieci apparizioni con la Nazionale statunitense Under-20, senza però essere convocato per i Mondiali Under-20 del 2005. Sono invece sei le presenze con la rappresentativa Under-23, con la quale viene chiamato anche per le Olimpiadi di Pechino 2008. Il 2 giugno 2007 debutta con la maglia della Nazionale maggiore in occasione di un'amichevole contro la Cina: negli anni immediatamente successivi rimane nel giro della Nazionale, venendo convocato da Bob Bradley anche per la Copa América 2007 e per la FIFA Confederations Cup 2009, manifestazione in cui Davies segnò una rete all'Egitto e che si concluse per gli statunitensi con la sconfitta in finale contro il Brasile per 3-2. A causa dell'incidente del 2009 che lo costringe ad una lunga riabilitazione, non viene inserito nella lista dei pre-convocati per il mondiale sudafricano.